# أنطونيو ماريا روكو فاريلا
أنطونيو ماريا روكو فاريلا (بالإسبانية: Antonio María Rouco Varela) (و. 1936  م) هو عالم عقيدة، وأستاذ جامعي، وكاهن كاثوليكي إسباني، شارك في المجمع المغلق 2013.

## مناصب
تولى منصب كاردينال (منذ 21 فبراير 1998)
- كاهن كردينالي  [لغات أخرى]‏، San Lorenzo in Damaso  [لغات أخرى]‏ (منذ 21 فبراير 1998)
- أسقف كاثوليكي (منذ 31 أكتوبر 1976)[7]
- أسقف مساعد  [لغات أخرى]‏[7]
- Roman Catholic Archbishop of Madrid ‏
- أسقف عنواني  [لغات أخرى]‏[7]
- Roman Catholic Archbishop of Compostela  [لغات أخرى]‏

.

## التعليم
تعلم في جامعة لودفيغ ماكسيميليان في ميونخ، وتعلم في الجامعة البابوية في سلامنكا
.

## جوائز
حصل على جوائز منها:
- وسام الصليب الأعظم لإيزابيلا الكاثوليكية (2003)[8]
- الدكتوراة الفخرية من مركز الدراسات الجامعية  [لغات أخرى]‏